# Jevsektsia
Jevsektsia, Jevsektsija (Russisch: евсекция) of jevrejskaja sektsia, volledige naam Jevrejskaja sektsia Vsesojoeznoj kommoenistitsjeskoj partii (Russisch: Еврейская секция Всесоюзной коммунистической партии), was de Joodse sectie van de Communistische Partij van de Sovjet-Unie. De sectie werd opgericht in de jaren '20 in de Russische SFSR, Wit-Russische SSR en Oekraïense SSR.
Onder de bolsjewieken bevonden zich veel Joden. Veel van hen stonden sterk negatief tegenover de traditionele joodse cultuur en joodse politieke partijen. In plaats daarvan waren zij zeer gericht op het bewijzen van hun loyaliteit aan het atheïsme en proletarisch internationalisme van de communistische partij en waren gericht op het uitdrukken van elk teken van "joods cultureel particularisme".
De eerste bijeenkomst van de organisatie vond plaats in juli 1918 in Orjol, waarop Vitebsk en nog 11 andere steden volgden. De sectie was opgericht met het doel de rivalerende Bond- en zionistische partijen aan te pakken en uiteindelijk te vernietigen, het judaïsme en "bourgeois nationalisme" te onderdrukken, de traditionele joodse cultuur te vervangen door de "cultuur van het proletariaat" en de ideeën van de dictatuur van het proletariaat op de joodse arbeidersklasse op te leggen. Een belangrijk doel van de Jevsektsia hierbij was het mobiliseren van alle joden ter wereld voor de idealen van het communisme. Op 20 oktober 1918 werd de organisatie gegrondvest tijdens een conferentie in Moskou. Tijdens het grootste deel van haar bestaan werd de Jevsektsia voorgezeten door Semjon Dimanstein.
Het centrale partijorgaan was de Jiddischtalige krant Jer Emes, die van 1918 tot januari 1939 werd uitgegeven. Leden van de organisatie werden door tegenstanders vaak pejoratief Jevseki genoemd.
De Jevsektsia werd opgeheven in 1929, toen de Joodse Autonome Oblast werd opgericht in het zuiden van het Sovjet-Verre Oosten. Tijdens de Grote Zuiveringen verdwenen veel van haar leden in gevangenissen of werden geëxecuteerd, waaronder ook hun leider Dimanstein in 1938. In 1955, twee jaar na de dood van Stalin, werd Dimanstein officieel gerehabiliteerd.